# Гері Стівенс
Не варто плутати з іншим гравцем чемпіонату світу 1986 року — Гері Ендрю Стівенсом
Гері Майкл Стівенс (англ. Gary Michael Stevens, нар. 27 березня 1963, Барров-ін-Фернесс) — колишній англійський футболіст, захисник.
Насамперед відомий виступами за клуби «Евертон» та «Рейнджерс», а також національну збірну Англії.

## Клубна кар'єра
У дорослому футболі дебютував 1982 року виступами за «Евертон», в якому провів шість сезонів, взявши участь у 208 матчах чемпіонату. Більшість часу, проведеного у складі «Евертона», був основним гравцем команди. За цей час виборов титул володаря Кубка Англії, ставав чотириразовим володарем Суперкубка Англії з футболу, дворазовим чемпіоном Англії та володарем Кубка Кубків УЄФА.
Своєю грою за команду привернув увагу представників тренерського штабу шотландського клубу «Рейнджерс», до складу якого приєднався влітку 1988 року. Відіграв за команду з Глазго наступні шість сезонів своєї ігрової кар'єри. Граючи у складі «Рейнджерс» також здебільшого виходив на поле в основному складі команди. За цей час додав до переліку своїх трофеїв шість титулів чемпіона Шотландії.
Завершив професійну ігрову кар'єру у нижчоліговому клубі «Транмер Роверз», за який виступав протягом 1994—1998 років.

## Виступи за збірну
1985 року дебютував в офіційних матчах у складі національної збірної Англії. Протягом кар'єри у національній команді, яка тривала 8 років, провів у формі головної команди країни 46 матчів.
У складі збірної був учасником чемпіонату світу 1986 року у Мексиці, чемпіонату Європи 1988 року у ФРН та чемпіонату світу 1990 року в Італії.

## Титули і досягнення
- Володар Кубка Англії (1):

«Евертон»: 1983-84
- Володар Суперкубка Англії (4):

«Евертон»: 1984, 1985, 1986, 1987
- Чемпіон Англії (2):

«Евертон»: 1984-85, 1986-87
- Чемпіон Шотландії (6):

«Рейнджерс»: 1988-89, 1989-90, 1990-91, 1991-92, 1992-93, 1993-94
- Володар Кубка шотландської ліги (4):

«Рейнджерс»: 1988-89, 1990-91, 1992-93, 1993-94
- Володар Кубка Шотландії (2):

«Рейнджерс»: 1991-92, 1992-93
- Володар Кубка Кубків УЄФА (1):

«Евертон»: 1984-85